# Kuriska näsets nationalpark, Litauen
Kuriska näsets nationalpark (litauiska: Kuršių nerijos nacionalinis parkas) i Litauen, bildad 1991, omfattar den norra delen av Kuriska näset. I söder gränsar den till en rysk nationalpark med samma namn. Hela Kuriska näset togs år 2000 upp på Unescos världsarvslista.
Litauiska Kuriska näsets nationalpark har en areal på 26 464 ha, varav 9 764 ha utgörs av land och 16 700 ha av vatten. Nästan hela landdelen av parken täcks av skog; de enda områdena med trädlösa sanddyner ligger i naturreservaten Nagliai, Grobstas och Parnidis.